# Hubert Henno
Hubert Henno est un entraîneur français de volley-ball né le 6 octobre 1976 à Boulogne-Billancourt (Hauts-de-Seine). Il mesure 1,90 m. Il totalise 254 sélections en équipe de France. Après deux années d'entraîneur au Tours Volley-Ball, il intègre l'équipe du club de Nantes.

## Biographie
Hubert Henno a commencé sa carrière au C.A.S.G Jean Bouin, dans le club de ses parents, à l'âge de 6 ans. Il a rapidement progressé dans le volley, qui était dans les gènes de la famille Henno, (son père Henry est Vice-Président de la CEV et de la FFVB, son frère Olivier est Champion de France 1993 et vainqueur de la Coupe de France 1994, avec le PSG Asnières).
Il est parti, à Asnières, suivre son frère, et ainsi jouer pour la meilleure équipe de jeunes et de formation française, alors entraînée par André Patin. Devenant Champion de France cadets, juniors avec Patin et Frangolacci entre autres, il gravit les échelons nationaux, avec le club francilien, pour être appelé pour sa 1re sélection en Équipe de France en août 1999, afin de participer au Tournoi de France et au Championnat d'Europe 1999.
Dès lors, Henno n'a plus quitté les "Bleus", pour terminer sa carrière sportive en tant que joueur, lors des Mondiaux 2010, en Italie. Quelques années plus tard, il est rappelé par le sélectionneur Laurent Tillie pour le T.Q.O de Tokyo, au Japon, en 2016, alors qu'il est quasiment quadragénaire.
C'est en 2005, qu'il décide de s'exiler à l'étranger, dans le but d'enrichir ses compétences et son palmarès, de la Russie à l'Italie, pays dans lesquels il remporte toutes les compétitions nationales.
En 2015, Hubert Henno revient à Tours, une décennie après son départ.
En 2019, il prend sa retraite sportive à 42 ans. Il détient le record de longévité des volleyeurs français avec 23 ans d'exercice professionnel (dépassant Loïc de Kergret et Alain Fabiani).
Durant les Jeux olympiques 2020 à Tokyo, il est consultant pour France Télévisions et commente les tournois de volley-ball et de beach-volley avec Benoît Durand.
Ses deux fils, Hilir Henno et Mathis Henno, pratiquent le volley-ball comme réceptionneur-attaquant. Ils ont notamment remporté le championnat d'Europe U22 en 2024 avec l'équipe de France.

## Clubs (carrière de joueur)
| Club                | De         | À          |
| ------------------- | ---------- | ---------- |
| Asnières Volley 92  | 1996-1997  | 1998-1999  |
| Paris Volley        | 1999-2000  | 2001-2002  |
| Tours Volley-Ball   | 2002-2003  | 2004-2005  |
| Dynamo Moscou       | 2005-2006  | 2005-2006  |
| M. Roma Volley      | 2006-2007  | 2007-2008  |
| Mare&Volley Forlì   | 2008-2009  | avril 2009 |
| Paris Volley        | avril 2009 | mai 2009   |
| Bre Banca Cuneo     | 2009-2010  | 2011-2012  |
| Lube Banca Macerata | 2012-2013  | 2014-2015  |
| Tours Volley-Ball   | 2015-2016  | 2018-2019  |

## Palmarès

### En tant que joueur[7]
Son palmarès est l'un des plus étoffés, parmi tous les volleyeurs français ; ayant conquis davantage de titres en club :
- Double (2) vainqueur de la Ligue des champions ;
- Quadruple (4) vainqueur de la Coupe CEV ;
- Septuple (7) champion de France ;
- Double (2) champion d'Italie
  - Vainqueur des coupes nationales (Coupe d'Italie et Supercoupe d'Italie) ;
- Champion de Russie.

#### En sélection nationale
- Championnat du monde
  -  : 2002.
- Championnat d'Europe
  -  : 2003, 2009.

#### En club
- Ligue des champions (2)
  - Vainqueur : 2001, 2005.
- Coupe des Coupes puis Coupe de la CEV (4)
  - Vainqueur : 2000, 2008, 2010, 2017.
- Supercoupe d'Europe (1)
  - Vainqueur : 2000.
- Championnat d'Italie (2)
  - Vainqueur : 2010, 2014.
  - Finaliste : 2011.
- Championnat de France (7)
  - Vainqueur : 2000, 2001, 2002, 2004, 2009, 2018, 2019.
  - Finaliste : 2003.
- Championnat de Russie (1)
  - Vainqueur : 2006.
- Coupe d'Italie (1)
  - Vainqueur : 2011.
  - Finaliste : 2007.
- Coupe de France (5)
  - Vainqueur : 2000, 2001, 2003, 2005, 2019.
- Coupe de Russie (1)
  - Vainqueur : 2006.
- Supercoupe de France (2)
  - Vainqueur : 2005, 2015.
- Supercoupe d'Italie (3)
  - Vainqueur : 2010, 2012, 2014.

### En tant qu'entraîneur
- Coupe de France
  - Finaliste : 2020
  - Vainqueur : 2024

### Distinctions individuelles
- Élu 3 fois meilleur libéro du Championnat de France : 1999, 2000 et 2001.
- Élu 2 fois meilleur libéro du Championnat d'Europe : 2003, en Allemagne et 2009, en Turquie
- Élu 2 fois meilleur libéro de Championnat d'Italie : 2010 et 2014.
- Élu 2 fois meilleur libéro de la Coupe de la CEV : 2017 et 2010[8]
- 2002 : élu meilleur libéro du Championnat du monde 2002, en Argentine.
- 2005 : élu meilleur libéro de la Ligue des Champions[8]
- 2013 : élu meilleur libéro du monde